# فيكتور وليامز (عسكري)
فيكتور وليامز هو عسكري كندي، ولد في 1867 في بورت هوب في كندا، وتوفي في 12 ديسمبر 1949 في تورونتو في كندا.